# Michelle Gatting
Michelle Gatting, née le 31 décembre 1993 à Aarhus au Danemark, est une pilote automobile danoise.

## Carrière
À l'âge de 8 ans, Michelle Gatting commence à faire du karting. Plus tard, elle deviendra notamment coéquipière de Kevin Magnussen. Michelle Gatting a couru pour la dernière fois en karting en 2011, année à laquelle elle passe en Formule Ford.
De 2012 à 2013, elle pilote une Volkswagen Scirocco dans le championnat Volkswagen Scirocco R Cup allemand.
En 2014, elle pilote une Porsche 911 GT3 dans le championnat Porsche Carrera Cup en Allemagne.
En 2016, elle fait ses débuts dans le championnat Danish Thundersport Championship, le plus grand championnat de course automobile au Danemark. Le 31 juillet 2016, Michelle Gatting est la première femme à remporter une course de ce championnat.
Fin 2018, elle participe aux 12 Heures d'Abou Dabi avec l'écurie Kessel Racing aux volant d'une Ferrari 488 GT3 dans la catégorie en catégorie Pro Am. Avec la pilote suisse Rahel Frey et l'Italienne Manuela Gostner, elles terminent en 2e position de catégorie de l'épreuve.
En 2019, pour commencer l'année, elle participe aux 4 Heures de Sepang, dernière manche des Asian Le Mans Series 2018-2019, au sein de l'écurie R24 au volant d'une Ligier JS P3. Elle a comme coéquipières Katherine Legge et Margot Laffite. À la suite de cette expérience asiatique, toujours avec l'écurie Kessel Racing pour laquelle elle avait participé aux 12 Heures d'Abou Dabi, elle s'engage au volant d'une Ferrari 488 GTE Evo afin de participer à l'intégralité du championnat European Le Mans Series. L'équipage est 100̤% féminin et elle a de nouveau comme coéquipières la suisse Rahel Frey et l'italienne Manuela Gostner, comme lors des dernières 12 Heures d'Abou Dabi. Pour la première manche du championnat, aux 4 Heures du Castellet, elles réalisent une belle performances en montant sur la 2e marche du podium.
Avec le Kessel Racing et ses coéquipières, elle a également été invitée à participer aux 24 Heures du Mans.

## Palmarès

### 24 heures du Mans
| Année | Écurie        | Copilotes                        | Voiture                       | Classe   | Tours | Pos. | Class Pos. |
| ----- | ------------- | -------------------------------- | ----------------------------- | -------- | ----- | ---- | ---------- |
| 2019  | Kessel Racing | Rahel Frey Manuela Gostner       | Ferrari 488 GTE               | LMGTE Am | 330   | 39e  | 9e         |
| 2020  | Iron Lynx     | Rahel Frey Manuela Gostner       | Ferrari 488 GTE               | LMGTE Am | 332   | 34e  | 9e         |
| 2021  | Iron Lynx     | Michelle Gatting Manuela Gostner | Ferrari 488 GTE               | LMGTE Am | 332   | 34e  | 9e         |
| 2022  | Iron Dames    | Michelle Gatting Sarah Bovy      | Ferrari 488 GTE               | LMGTE Am | 339   | 40e  | 7e         |
| 2023  | Iron Dames    | Sarah Bovy Michelle Gatting      | Porsche 911 RSR-19            | LMGTE Am | 312   | 30e  | 4e         |
| 2024  | Iron Damess   | Sarah Bovy Michelle Gatting      | Lamborghini Huracán GT3 Evo 2 | LMGT3    | 279   | 32e  | 5e         |

### European Le Mans Series
| Année | Écurie        | Châssis             | Moteur                        | Classe | 1     | 2       | 3       | 4     | 5     | 6        | Position | Points |
| ----- | ------------- | ------------------- | ----------------------------- | ------ | ----- | ------- | ------- | ----- | ----- | -------- | -------- | ------ |
| 2019  | Kessel Racing | Ferrari 488 GTE Evo | Ferrari F154CB 3.9 L V8 Turbo | LMGTE  | LEC 2 | MON 4   | BAR 5   | SIL 2 | SPA 4 | POR Abd. | 4e       | 68     |
| 2020  | Iron Lynx     | Ferrari 488 GTE Evo | Ferrari F154CB 3.9 L V8 Turbo | LMGTE  | LEC 3 | SPA 8   | LEC 3   | MON 3 | POR 6 |          | 5e       | 61     |
| 2021  | Iron Lynx     | Ferrari 488 GTE Evo | Ferrari F154CB 3.9 L V8 Turbo | LMGTE  | BAR 4 | RBR Nc. | LEC Nc. | MON 6 | SPA 3 | POR 3    | 9e       | 50     |
| 2022  | Iron Lynx     | Ferrari 488 GTE Evo | Ferrari F154CB 3.9 L V8 Turbo | LMGTE  | LEC   | IMO     | MON     | BAR   | SPA   | POR      | *        | *      |

N.B. * Saison en cours. Les courses en gras indiquent une pole position, les courses en italique indiquent que le meilleur tour en course a été réalisé.

### Asian Le Mans Series
| Année     | Ecurie | Châssis      | Moteur                      | Classe | 1   | 2   | 3   | 4     | Position | Points |
| --------- | ------ | ------------ | --------------------------- | ------ | --- | --- | --- | ----- | -------- | ------ |
| 2018-2019 | R24    | Ligier JS P3 | Nissan VK50VE 5.0 L V8 Atmo | LMP3   | SHA | FUJ | THA | SEP 8 | 13e      | 4      |